# Jesse Harris
Jesse Harris (Nova Iorque, 24 de outubro de 1969) é um músico e cantor norte-americano, vencedor de um prémio grammy pela canção "Don't Know Why", mais conhecida na voz de Norah Jones. Tem diversas colaborações com outros artistas como Madeleine Peyroux, Melody Gardot, Smokey Robinson e Maria Gadú.
Em 2012 lança o álbum Sub Rosa, que conta com alguns duetos, entre os quais "Tant Pis", com Melody Gardot.

## Discografia

### Álbuns
- 1995- Once Blue
- 1999- Jesse Harris and the Ferdinandos
- 2001- Crooked Lines
- 2002- Without You
- 203- The Secret Sun
- 2004- While the Music Lasts
- 2005- Mineral
- 2007- Feel
- 2009- Watching the Sky
- 2012- Through the Night
- 2012- Cosmo - Instrumental
- 2012- Sub Rosa

### Colaborações
- Norah Jones- Come Away With Me (Blue Note Records)
- Norah Jones- Feels Like Home (Blue Note Records)
- Norah Jones- Not Too Late (Blue Note Records)
- Norah Jones- The Fall (Blue Note Records)
- Solomon Burke- Like A Fire (Shout! Factory)
- Bright Eyes - I'm Wide Awake, It's Morning  (Saddle Creek Records)
- Bright Eyes - Motion Sickness  (Team Love Records)